# Ryanair
Ryanair je irska niskotarifna zrakoplovna tvrtka sa sjedištem u Dublinu. Ryanair je trenutno jedan od najvećih europskih niskotarifnih avioprijevoznika koji s 362 linije leti u 22 države. Veliki razvoj kompanije uslijedio je nakon deregulacije zrakoplovnog prometa u Europi 1997. Ujedno, Ryanair je jedan od najkontroverznijih avioprijevoznika. Dok je s jedne strane popularan zbog svojih ekonomičnih troškova koje putnicima donosi niske cijene, s druge strane sindikati kritiziraju tvrtku zbog ponašanja prema zaposlenima, skrivenim naknadama i dodatnim naplatama za putnike.

## Flota
Ryanair tvrdi da posjeduje najnoviju, najveću i najtišu flotu zrakoplova u Europi. Prosječna starost zrakoplova (travanj 2014.) im je 5,6 godina.
Ryanairova flota je 5. rujna 2009. dosegnula brojku od 200 zrakoplova.
Dana 13. ožujka 2013. Ryanair je potpisao ugovor o kupnji 175 novih Boeing 737-800 zrakoplova.
Ryanair je pokazao interes i za druge zrakoplove, uključujući Comac C919. U 2011. su potpisali sporazum s tvrtkom Comac te se obvezali na pomoć pri proizvodnji novog zrakoplova, veće verzije C919 koja bi mogla prevesti do 200 putnika.
Ryanair flota se sastoji od sljedećih zrakoplova (travanj 2014.):
| Zrakoplov      | U floti | Naručeno | Broj putnika | Bilješke                                                                  |
| -------------- | ------- | -------- | ------------ | ------------------------------------------------------------------------- |
| Boeing 737-800 | 297     | 175      | 189          | Isporuke 2014. – 2018. Planirano izbacivanje iz flote 75 starijih modela. |

### Umirovljena flota
Ryanair je u svojoj floti posjedovao sljedeće zrakoplove:
| Zrakoplov                   | Uvden u flotu | Umirovljen |
| --------------------------- | ------------- | ---------- |
| Embraer EMB 110 Bandeirante | 1985.         | 1989.      |
| Hawker Siddeley HS 748      | 1986.         | 1989.      |
| BAC One-Eleven              | 1987.         | 1994.      |
| ATR 42-300                  | 1989.         | 1991.      |
| Boeing 737–300              | 2003.         | 2004.      |
| Boeing 737–200              | 1994.         | 2005.      |